# シャドウガイスト
シャドウガイスト（Shadowgeist）は、カプコン、アリカの対戦型格闘ゲーム『ストリートファイターEX』シリーズ、およびアリカの対戦型格闘ゲーム『ファイティングEXレイヤー』に登場する架空の人物。

## 概要
初登場は『EX2』。カイリと並ぶ乱入キャラクターとして登場。独裁政権の圧制のもとで、妻を殺され娘が行方不明になり、国家への復讐のために自ら強化人間となったアンチヒーロー。己が考える正義のため、日夜奮闘する姿と戦闘スタイルはスカロマニアと共通し、身につけているスーツも酷似しているが関連性は不明。また、シャロンとも関連性を持つ。
ゲーム内の試合中は『EX』シリーズでは「SHADOW」、『EXレイヤー』では「SHADOW.G」と短縮表記される。
日本国外版の『EX2』と『EX2 PLUS』では固有のステージ（廃れた遊園地のような場所）とBGMが削除されており、乱入キャラクターとして登場する時は通常のステージ（古城と廃船がある海岸）に変更されている。
『ストリートファイターV』の公式サイト「シャドルー格闘家研究所」の「キャラ図鑑」にて新たな個人プロフィールが明かされた。
『ファイティングEXレイヤー』では、死んだと思われていた娘が生存していたという情報を聞きアメリカへ渡るが、諜報機関から娘の身の安全と引き替えに、未知のマイナスエネルギーの発生の根絶を依頼される。本作ではガルダに決戦を申し入れ、娘の居場所を案内するよう問い掛けている。

## ゲーム上の特徴
通常技や投げ技、一部の必殺技はスカロマニアと同じだが、トリッキーなものではなく、パワーを生かした直線的な戦い方が得意。
巨体なので相手の攻撃を喰らい易いが、地上戦や空中戦が強く、ゲージがある時の爆発力は高い。

## 各種技の解説
技名を併記している場合、後者が『EXレイヤー』のもの。技の名前は、『EX』シリーズではほとんどに「デス - 」とついており、『EXレイヤー』では必殺技までが「シャドウ・ - 」、スーパーコンボはギリシア文字がついたものとなっている。

### 投げ技
デススタント / シャドウ・スタント
相手の胸倉に捕まり蹴飛ばす。
デススペース / シャドウ・スペース
両太股で相手の顔を挟みそのまま落下する空中投げ。
シャドウ・スロー
『EXレイヤー』で実装された後方投げ。ボディブローを叩き込み、そのまま後方に叩きつける。

### 特殊技
ステップインアッパー / シャドウ・アッパー
光をまとったフックを放つ。スカロマニアの同技と性能は全く同じ。
デスヒール / シャドウ・ヒール
かかと落としを放つ中段技。発生が遅いのが難点。
デスショック / シャドウ・ショック
その場で高笑いをする挑発技。
デスエスケープ / シャドウ・エスケイプ
バック転する移動技。スカロマニアの「スカロバック転」と性能は同じ。『EXレイヤー』では共通システムのバックステップに吸収されている。
デスキック
『EX2 PLUS』までのガードブレイク技。足元を狙って踏みつける。
デスフリップ / シャドウ・クラッシュ
『EX3』と『EXレイヤー』でのハードアタック技。前方に宙返りするように回転して蹴りを放つ。デスキックと入れ替わる形で実装された。

### 必殺技
デスクラッシャー / シャドウ・イージス
ショルダータックルのように相手に突進する技。ガードされると隙が大きいが、スーパーキャンセルで無くせる。
『EX2PLUS』までは出始めに上半身のみ無敵なので飛び道具をすり抜けることが可能。
デスブレイク / シャドウ・ブレイク
拳を地面に叩きつけて、その爆風で相手を吹き飛ばす技。飛び道具を消すことが可能で、先読み対空にも使える。
デスプレス / シャドウ・プレス
空中に飛んだ後、垂直に落下して両足で相手を踏みつける技。奇襲に使えるが、外すと隙が大きい。
デスソードキック / シャドウ・ソードキック
空中から鋭角で急降下する蹴り。こちらも奇襲に使える。
デスサマー / シャドウ・サマー
空中で繰り出すサマーソルトキック。空対空に強く、空中通常技からキャンセルでつなげられる。

### スーパーコンボ
スーパーデスクラッシャー / α・ライジング
「デスクラッシャー / シャドウ・イージス」の強化版に相当するが、技の動作は大きく異なる。空中でも発動可能。『EX2』ではスカロマニアの「スーパースカロクラッシャー」のように頭から突進する技だったが、『EX2 PLUS』以降からは山なりに飛び上がる蹴り技となっており、「デスガバメント」とコマンドが入れ替わっている。
デスガバメント / β・ガバメント
「デスブレイク / シャドウ・ブレイク」の強化版。爆風が前方に向かうようになっている。威力は低いが、ヒットしている間も先に行動可能なので追撃が可能。
デスドリーム / ε・ナイトメア
移動して近づき、多段ヒットの連続攻撃を繰り出す。スカロマニアの「スカロドリーム」と同様の移動投げであり、演出も同じくコマ送りで進められている。
空中デスドリーム / ε・エリアル・ナイトメア
「デスドリーム / ε・ナイトメア」の空中版に相当する技。空中投げ扱いで、コマンドと演出が異なっている。威力が非常に高い。
デスエナジー / Ω・エンド
全身からエネルギーを放出する。スカロマニアの「スカロエナジー / スカロバリアー」に酷似しているが発動時間が若干長く、発動中は相手を引き寄せるので性能は高い。
スーパーデスエナジー
名前は「スーパーデスエナジー」だがスカロマニアの「スーパースカロエナジー」とは性能や演出は全く異なり、エネルギーを集めた拳を叩きつけて相手をふらつかせ、3人に分身して（プレイステーション版『EX2 PLUS』では分身の描写がない）、エネルギーを増幅させて爆発させるというものになっている。最初の攻撃が地上にいる相手にヒットしない場合、技は発動しない。また、この技でフィニッシュすると相手が消滅する描写となる。

## 登場作品
- 対戦型格闘ゲーム
  - 『ストリートファイターEX』シリーズ（『EX2』以降）
  - 『ファイティングEXレイヤー』

## 担当声優
- 家弓家正（『ストリートファイターEX』シリーズ）
- トビー上原（『ファイティングEXレイヤー』）